# Milano Torino (cocktail)
Il Milano Torino, o MiTo, è un cocktail a base di bitter e vermouth rosso. Nato in Italia durante il XIX secolo, è considerato un classico dei cocktail da aperitivo, dalla cui ricetta sono nati diversi cocktail quali il Negroni e l'Americano.

## Composizione

### Ingredienti
- 4 cl di bitter
- 4 cl di vermut rosso

### Preparazione
Il Milano Torino si prepara con la tecnica build e si serve di un bicchiere Old Fashioned. Si versa dunque nel bicchiere con ghiaccio Vermouth rosso e Bitter, dopodiché si va a completare il cocktail con una fettina d'arancia come decorazione.

## Storia
L'origine precisa del Milano Torino non è nota. Sebbene alcune fonti attribuiscano la paternità a Gaspare Campari, non si ha certezza sulla vera origine del cocktail. Sembra assodato che esso sia stato creato nel nord Italia intorno alla metà del XIX secolo, luogo e periodo in cui erano di moda i due ingredienti di cui è composta la ricetta e da cui trae origine il nome: il vermouth di Torino e il bitter di Milano. Dalla sua creazione, il Milano Torino è risultato uno degli aperitivi di maggior successo in Italia, mantenendo, grossomodo, un livello di gradimento stabile lungo tutti il XX e XXI secoli.

## Varianti
Il Milano Torino è alla base di molti celebri cocktail. Fra le varianti più note:
- Americano: aggiunta di soda
- Negroni: aggiunta di gin
- Negroni Sbagliato: aggiunta di vino spumante
- Negroski: aggiunta di vodka
- Bencini: Aggiunta di rum
- Boulevardier: aggiunta di whisky (preferibilmente bourbon)